# Bitwa nad Blood River
Bitwa nad Krwawą Rzeką (afr. Slag van Bloedrivier, ang. Battle of Blood River) – starcie zbrojne, które miało miejsce 16 grudnia 1838 pomiędzy oddziałem burskim a armią Zulusów, nad brzegami Krwawej Rzeki (afr. Bloedrivier) przepływającej przez obszar stanowiący obecnie część prowincji KwaZulu-Natal w Republice Południowej Afryki.
Grupa około 470 voortrekkerów pod przywództwem Andriesa Pretoriusa, poruszająca się w taborze z wozów, stoczyła walkę z liczącą od dziesięciu do dwudziestu tysięcy ludzi armią króla Zulusów Dingane dowodzoną przez Dambuza i Ndlela kaSompisi. 15 grudnia 1838 Burowie otrzymali informację o zbliżających się dużych siłach Zulusów. Pretorius wybrał doskonałe miejsce w pobliżu brzegów Krwawej Rzeki (zwanej wtedy Ncome), gdzie wozy zostały połączone w obronny tabor. Pomimo mgieł unoszących się wieczorem, następny dzień był przejrzysty.
Przed bitwą Burowie – za namową charyzmatycznego kaznodziei Sarela Cilliersa – złożyli Bogu uroczystą przysięgę, że w wypadku zwycięstwa, zbudują kościół i będą czcić ten dzień tak, jak czczą niedzielę, po wsze czasy.
W trakcie bitwy Zulusi ponawiali nieskuteczne ataki na tabor do momentu, gdy Pretorius nakazał grupie jeźdźców, by zaatakowali Zulusów w otwartym polu. W czasie walki Pretorius został ranny w lewą rękę. Zwycięstwo Burowie zawdzięczali w dużym stopniu karabinom i przynajmniej jednemu lekkiemu działu używanym przeciwko uzbrojonym we włócznie Zulusom. Ponadto byli przygotowani do walki w dobrze umocnionym taborze i mieli wysokie morale. W starciu rannych zostało zaledwie trzech Burów, a żaden nie zginął. Po stronie Zulusów straty wyniosły ponad trzy tysiące zabitych, liczba rannych nie jest znana.

## Znaczenie
Bitwa nad Blood River obok Wielkiego Treku stała się jednym z najważniejszych mitów założycielskich afrykanerskiego nacjonalizmu. W opinii Afrykanerów stanowiła niezbity dowód działania Opatrzności wobec nowego narodu wybranego w ich długiej drodze z domu niewoli (Prowincja Przylądkowa pod okupacją brytyjską) do nowej Ziemi Obiecanej (afrykański interior).
Od momentu utworzenia Związku Południowej Afryki w 1910 roku dzień 16 grudnia był obchodzony jako główne święto państwowe (od 1915 roku również w Afryce Południowo-Zachodniej) pod nazwą Dnia Przysięgi (afr. Geloftedag) lub jako Dzień Dingane (Dingaansdag). Dzień Przysięgi czczony był także w Holenderskim Kościele Reformowanym.
Po 1994 rocznica bitwy nad Blood River obchodzona jest jako Dzień Pojednania. Podczas obchodów tego święta w 2019 prezydent Południowej Afryki Cyril Ramaphosa określił burskich voortrekkerów mianem najeźdźców, z kolei armię Zulusów nazwał bojownikami o wolność. Spotkało się to z krytyką ze strony społeczności Afrykanerskiej.